# Teresa Bellanova
Teresa Bellanova (ur. 17 sierpnia 1958 w Ceglie Messapica) – włoska polityk i działaczka związkowa, deputowana i senator, w latach 2019–2021 minister polityki rolnej, żywnościowej i leśnej.

## Życiorys
Już jako nastolatka podjęła działalność w ramach CGIL. Była etatową działaczką związkową, w tym koordynatorką regionalną Federbraccianti i członkinią sekretariatu krajowego federacji związkowej Filtea. W 2005 weszła w skład władz krajowych Demokratów Lewicy. W 2007 z tym ugrupowaniem dołączyła do Partii Demokratycznej.
W wyborach w 2006 po raz pierwszy uzyskała mandat posłanki do Izby Deputowanych. Z powodzeniem ubiegała się o reelekcję w 2008 i 2013. W 2018 została natomiast wybrana w skład Senatu. W latach 2014–2016 była podsekretarzem stanu w resorcie pracy, następnie do 2018 pełniła funkcję wiceministra rozwoju gospodarczego.
5 września 2019 objęła stanowisko ministra polityki rolnej, żywnościowej i leśnej w nowo powołanym drugim rządzie Giuseppe Contego. W tym samym miesiącu dołączyła do partii Italia Viva, którą założył były premier Matteo Renzi. W styczniu 2021 ustąpiła z funkcji ministra, gdy jej ugrupowanie wycofało swoje poparcie dla rządu. W lutym 2021 mianowana wiceministrem infrastruktury i transportu, funkcję tę pełniła do końca urzędowania gabinetu Maria Draghiego w 2022.